# Quân khu Odessa
Quân khu Odessa (tiếng Nga: Одесский военный округ, ОВО; tiếng Ukraina: Червонопрапорний Одеський військовий округ, đã Latinh hoá: Chervonoprapornyi Odeskyi viiskovyi okruh, n.đ. 'Quân khu cờ đỏ Odessa', viết tắt ОдВО, OdVO) từng là một đơn vị hành chính quân sự của Liên Xô và Ukraina. Quân khu bao gồm Moldavia và năm tỉnh của Ukraina là Odessa, Nikolaev, Kherson, Krym và Zaporozhye. Năm 1998, hầu hết địa bàn của quân khu được chuyển sang Bộ chỉ huy tác chiến Phương Nam Ukraina.
Một quân khu có cùng tên được Đế quốc Nga thành lập vào năm 1864. Cơ cấu quân khu từ thời Liên Xô được Ukraina kế thừa.  Khi Liên Xô giải thể, Tập đoàn quân cận vệ 14 của quân khu được phân chia giữa Nga, Ukraina và Moldova. 

## Lịch sử

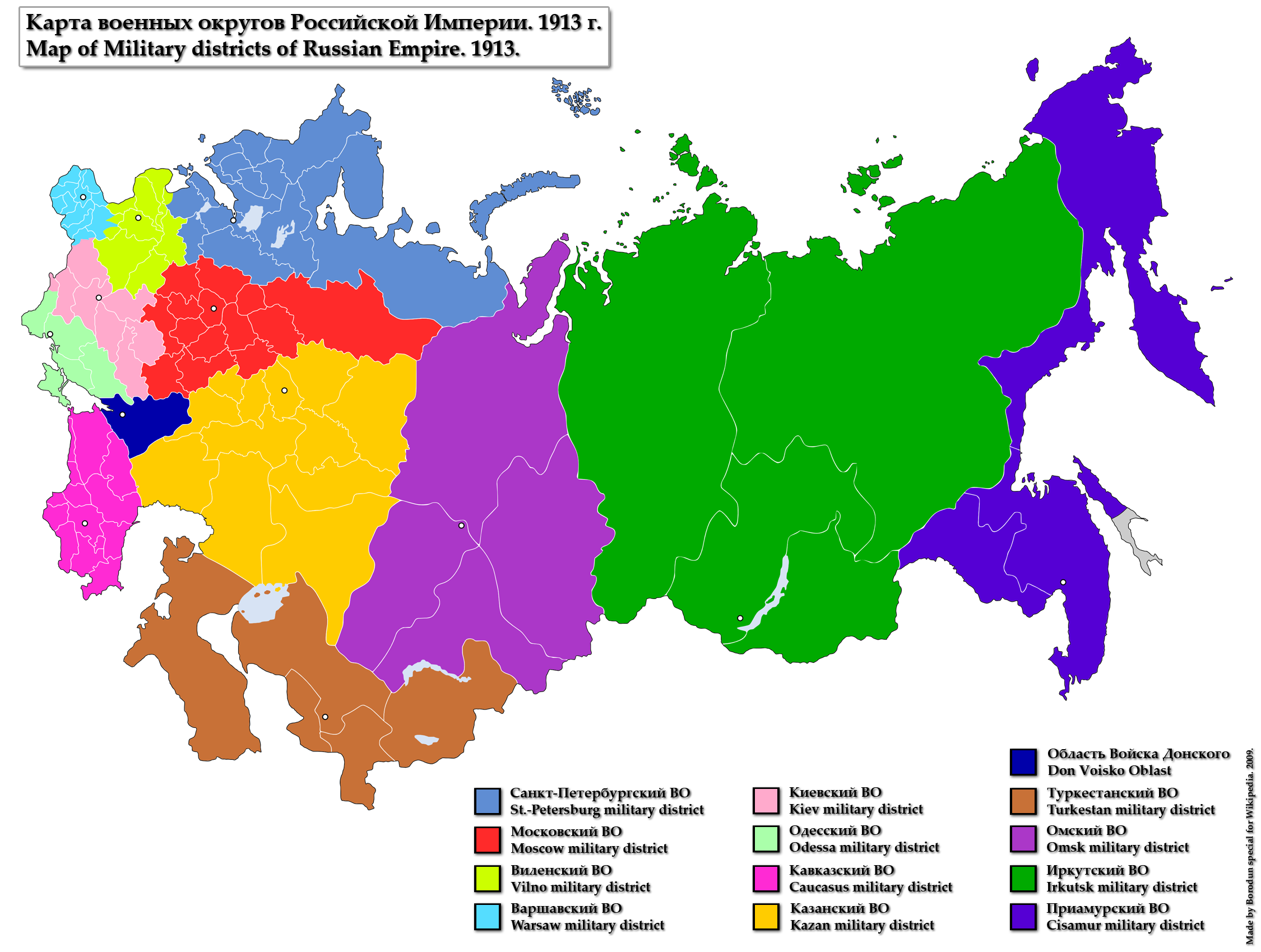
Bản đồ các quân khu Đế quốc Nga năm 1913. Quân khu Odessa có màu xanh lá nhạt.

### Năm tồn tại
- 24 tháng 12 năm 1862 – tháng 1 năm 1918 Đế quốc Nga, chuyển thành trụ sở của Phương diện quân Romania
- 9 tháng 4 – 5 tháng 8 năm 1919 nước Nga Xô viết, giải thể, tàn quân chuyển sang Tập đoàn quân 12
- 11 tháng 10 năm 1939 – 10 tháng 9 năm 1941 Liên Xô, tàn quân bị giải thể chuyển đến Phương diện quân Nam
- 23 tháng 3 năm 1944 – 3 tháng 1 năm 1992 Liên Xô, chuyển giao cho Lực lượng Vũ trang Ukraina
  - 9 tháng 7 năm 1945 – 4 tháng 4 năm 1956, một phần lãnh thổ thuộc thẩm quyền của Quân khu Taurida
- 3 tháng 1 năm 1992 – 3 tháng 1 năm 1998 Ukraina, chuyển thành Bộ chỉ huy tác chiến Phương Nam

### Đế quốc Nga

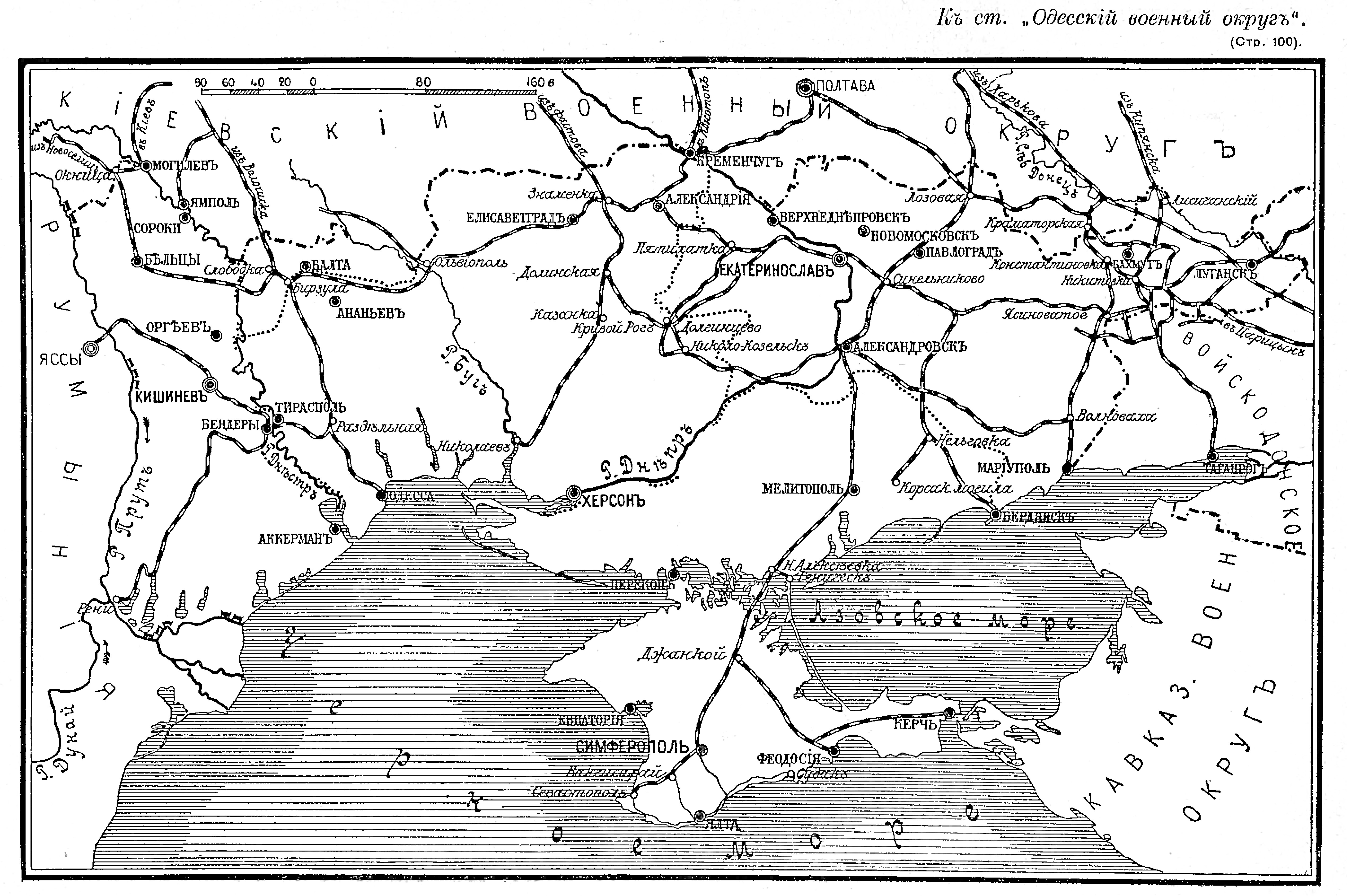
Quân khu Odessa

Quân khu Odessa được thành lập trong quá trình cải cách của Bộ trưởng Quân đội Nga Dmitry Milyutin. Đây là quân khu thứ hai trong số hai quân khu trên lãnh thổ của Ukraina trong tương lai, quân khu còn lại là Quân khu Kiev. Quân khu Odessa tồn tại từ năm 1862–1918, là một phần của Lực lượng Vũ trang Đế quốc Nga. Địa bàn quân khu bao gồm các tỉnh Kherson, Yekaterinoslav, Taurida và Bessarabia. Quân khu này giáp với Vương quốc Romania, Quân khu Kiev, tỉnh Quân đoàn Don và Biển Đen. Trong những năm 1870 và 1880 (đến ngày 12 tháng 8 năm 1889), tư lệnh của quân khu kiêm nhiệm giữ chức vụ Toàn quyền lâm thời của thành phố Odessa. Vào tháng 1 năm 1918, trụ sở của Quân khu Odessa được chuyển thành trụ sở của Phương diện quân Romania Xô viết dưới quyền tài phán của Rumcherod. Với việc thành lập chính phủ Ukraina trên lãnh thổ này, cơ cấu bị chấm dứt. Quân khu Odessa được phục hồi khi lực lượng Ukraina bị đẩy ra khỏi khu vực từ tháng 4 đến tháng 8 năm 1919.

### Liên Xô
Quân khu được cải tổ theo quyết định ngày 11 tháng 10 năm 1939 về việc chiếm đóng Bessarabia sau khi Liên Xô ký Hiệp ước Molotov–Ribbentrop. Vào thời điểm đó, lãnh thổ của quân khu bao gồm CHXHCNXV Moldavia, sáu tỉnh của CHXHCNXV Ukraina (Izmail, Odessa, Dnepropetrovsk, Zaporozhye, Nikolaev, Kirovohrad) và cũng bao gồm CHXHCNXV tự trị Krym thuộc CHXHCNXV LB Nga. Quân khu Odessa được tăng cường bởi một số đơn vị từ Phương diện quân Ukraina đã tham gia vào cuộc xâm chiếm Ba Lan và Romania của Liên Xô, trước đó được thành lập trên cơ sở của Tập đoàn quân Odessa của Quân khu đặc biệt Kiev (Quân khu Kiev cải cách).
Theo chỉ thị của Bộ Quốc phòng Liên Xô, các đơn vị của Quân khu Odesa, dưới quyền Tướng IV Boldin, được lệnh vào trạng thái sẵn sàng chiến đấu vào mùa xuân năm 1940. Liên Xô tập trung quân dọc biên giới Romania diễn ra từ ngày 15 tháng 4 đến ngày 10 tháng 6 năm 1940. Nhằm phối hợp với các nỗ lực của Quân khu Kiev và Odessa trong chuẩn bị hành động chống lại Romania, Quân đội Liên Xô đã thành lập Phương diện quân Nam dưới quyền chỉ huy của Tướng Georgy Zhukov, bao gồm các Tập đoàn quân 5, 9 và 12. Phương diện quân Nam có 32 sư đoàn bộ binh (súng trường), 2 sư đoàn bộ binh cơ giới, 6 sư đoàn kỵ binh, 11 lữ đoàn xe tăng, 3 lữ đoàn dù, 30 trung đoàn pháo binh và các đơn vị phụ trợ nhỏ hơn.
Hai kế hoạch hành động được đề ra. Kế hoạch đầu tiên được chuẩn bị cho trường hợp Romania không chấp nhận rút khỏi Bessarabia và Bukovina. Trong tình huống như vậy, Tập đoàn quân 12 của Liên Xô được cho là sẽ tấn công về phía Nam dọc theo sông Prut về phía Iaşi, trong khi Tập đoàn quân 9 của Liên Xô được cho là sẽ tấn công từ đông sang tây ở phía nam Kishinev về phía Huşi. Mục tiêu của kế hoạch này là bao vây quân Romania ở khu vực Bălţi-Iaşi. Kế hoạch thứ hai tính đến trường hợp Romania sẽ khuất phục trước yêu cầu của Liên Xô và sẽ rút quân đội của mình. Trong tình hình đó, quân đội Liên Xô được giao nhiệm vụ nhanh chóng tiếp cận sông Prut, phụ trách quá trình sơ tán quân Romania. Kế hoạch đầu tiên được lấy làm cơ sở của hành động. Dọc theo các khu vực mà cuộc tấn công dự kiến sẽ diễn ra, Liên Xô đã chuẩn bị sẵn sàng để có ưu thế ít nhất gấp ba lần về quân số và phương tiện.
Vào ngày 22 tháng 6 năm 1941, đội hình chiến đấu chính bao gồm:
- Tập đoàn quân 9 được chuyển đến Quân khu với tư cách là Tập đoàn quân 9 biệt lập vào tháng 6 năm 1941, từ Quân khu Leningrad sau Chiến tranh Mùa đông và cuộc xâm chiếm Romania.
- Quân đoàn cơ giới 2 và Quân đoàn cơ giới 18 được liên kết với Tập đoàn quân 9.
- Quân đoàn súng trường 7 được thành lập tại quân khu vào tháng 6 năm 1941,
- Quân đoàn súng trường 9 được thành lập và là một phần của quân khu vào ngày 22 tháng 6 năm 1941
- Quân đoàn dù 3

Vào tháng 8 năm 1941, Tập đoàn quân độc lập 51 được thành lập tại Krym.
Vào ngày 10 tháng 9 năm 1941, quân khu này bị giải thể do địa bàn bị lực lượng vũ trang của Đức Quốc xã và đồng minh chiếm đóng.

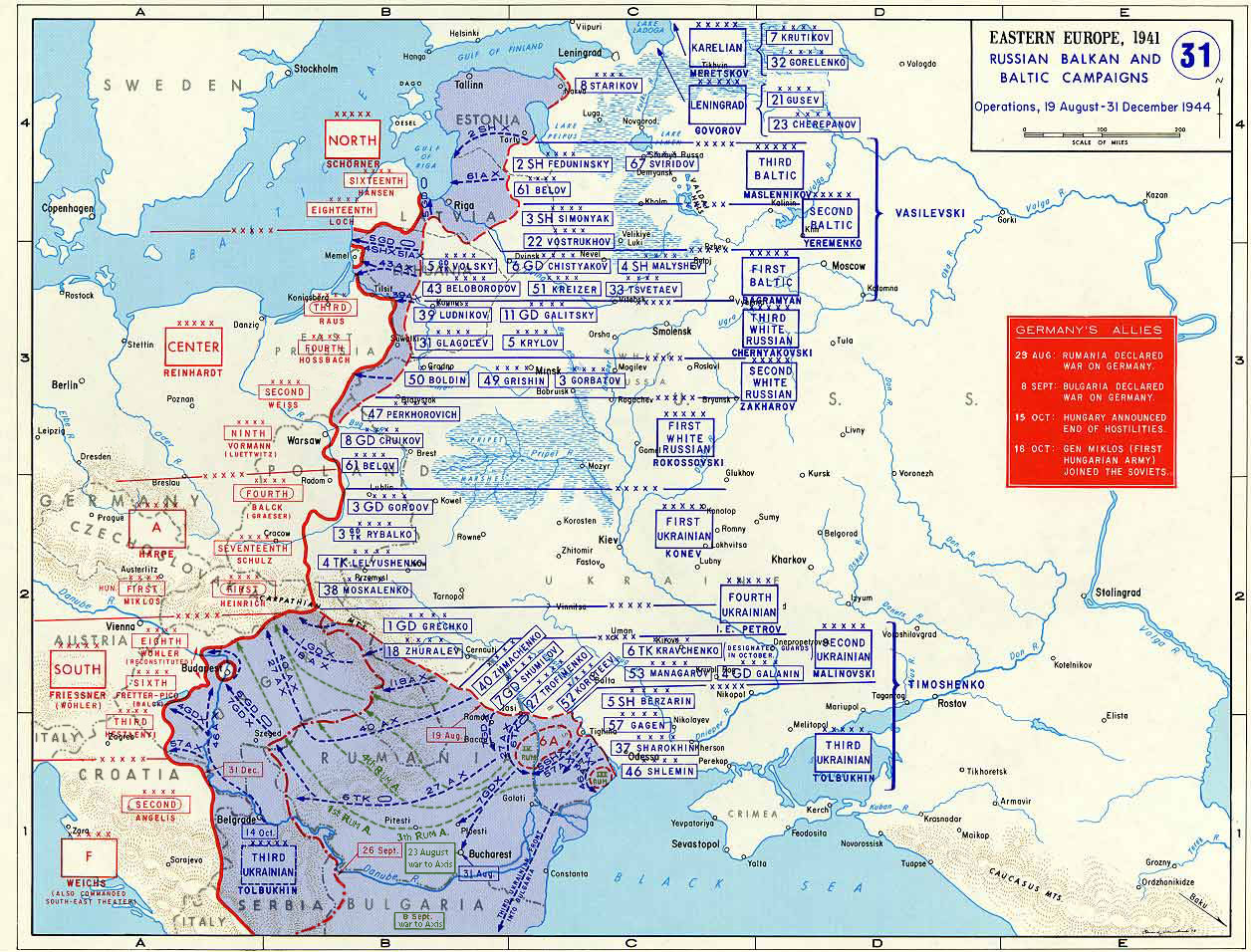
Các chiến dịch của Liên Xô từ 19 tháng 8 đến 31 tháng 12 năm 1944

## Sau Thế chiến II
Quân khu được cải tổ vào ngày 23 tháng 4 năm 1944 với trụ sở chính tại Kirovohrad, vào tháng 10 năm 1944 thì chuyển đến Odessa. Năm 1948, Tập đoàn quân cận vệ 4, với Quân đoàn bộ binh cận vệ Budapest 10 (Cơ giới 33, 59, 86) và Quân đoàn súng trường cận vệ 24 (Cơ giới cận vệ 35, Sư đoàn súng trường 180, Lữ đoàn súng trường 51), cộng với Quân đoàn súng trường 82 (cơ giới cận vệ 34, súng trường cận vệ 28, Lữ đoàn súng trường 52) nằm trong quân khu.
Nguyên soái Liên Xô Georgy Zhukov được giao quyền chỉ huy Quân khu Odessa sau chiến tranh, cách xa Moskva và thiếu ý nghĩa chiến lược cũng như binh sĩ. Ông đến đó vào ngày 13 tháng 6 năm 1945. Zhukov bị đau tim vào tháng 1 năm 1948, phải nằm viện một tháng. Vào tháng 2 năm 1948, Zhukov được chuyển đến một chức vụ khác, lần này là tư lệnh của Quân khu Ural. Thượng tướng Nikolay Pukhov nắm quyền tư lệnh.
Quân đoàn súng trường 82 tồn tại cho đến ngày 13 tháng 6 năm 1955, khi nó được đổi tên thành Quân đoàn súng trường 25 và ngày 25 tháng 6 năm 1957, nó được đổi tên thành Quân đoàn lục quân 25. Bộ chỉ huy ở Nikolayev với Sư đoàn súng trường cơ giới cận vệ 28, Sư đoàn súng trường cơ giới cận vệ 34 và Sư đoàn súng trường cơ giới 95 vào cuối những năm 1950. Tan rã vào tháng 6 năm 1960.
Vào tháng 5 năm 1955, các lực lượng của quân khu bao gồm Quân đoàn súng trường cận vệ Budapest số 10 (sư đoàn 35, cận vệ 59, cận vệ 86), Quân đoàn súng trường 25 (bao gồm Sư đoàn súng trường 20 (Zaporozhye), cận vệ 28) và Quân đoàn súng trường 32, và Sư đoàn súng trường cận vệ 48 và 66. Tháng 5 năm 1957, Sư đoàn súng trường 20 trở thành Sư đoàn súng trường cơ giới 93, nhưng sư đoàn này bị giải thể vào tháng 3 năm 1959.
Năm 1960, Sư đoàn súng trường cơ giới cận vệ 113 và Sư đoàn súng trường cơ giới 95 bị giải thể. Vào tháng 4 năm 1960, Quân khu Odessa bao gồm ba tỉnh (Nikolaev, Izmail và Odessa) cũng như Moldavia Xô viết và ba khu vực mới từ Quân khu Taurida đã giải thể: Zaporozhye, Krym và Kherson.
Từ tháng 9 năm 1984, Quân khu nằm dưới quyền chỉ huy của Phương diện chiến lược Tây Nam, với trụ sở chính tại Kishinev.

## Phát triển về sau
Trên địa bàn của Quân khu Odessa được triển khai thêm Tập đoàn quân cận vệ 14 (được thành lập trên cơ sở Quân đoàn súng trường cận vệ Budapest 10), Quân đoàn lục quân 32 (có thể được cải tổ trên cơ sở các đơn vị trụ sở của Quân khu Taurida cũ) vào năm 1956, được bổ sung bởi Sư đoàn dù cận vệ 98 cũng như thêm bảy sư đoàn súng trường cơ giới.
Tập đoàn quân hàng không số 5 của Lực lượng Không quân Liên Xô hỗ trợ đường không chiến thuật cho các đơn vị của quân khu và Quân đoàn phòng không 49, Tập đoàn quân phòng không số 8 được giao nhiệm vụ phòng không quốc gia cho lãnh thổ.
Quân khu Odessa được chuyển sang quyền tài phán của Ukraina sau khi Liên Xô tan rã vào ngày 3 tháng 1 năm 1992. William E. Odom nói rằng 'theo thỏa thuận Minsk [từ hội nghị thượng đỉnh SNG ở Minsk ngày 30–31 tháng 12 năm 1991], Shaposhnikov đã gửi lệnh vào ngày 3 tháng 1 năm 1992, chính thức chuyển các lực lượng thông thường sang cho Ukraina. Tổng thống Ukraina Kravchuk sau đó phê chuẩn việc sa thải ba tư lệnh quân khu (..). Vào ngày 7–8 tháng 1, mỗi người đều bị loại bỏ, không ai kháng cự vì trong trụ sở của họ, người của Kravchuk đã âm thầm tạo ra một mạng lưới các sĩ quan trung thành với chính phủ của ông.'
Các đơn vị của Quân khu Odessa được phân chia giữa Lực lượng vũ trang Ukraina và một số đơn vị, chủ yếu là Tập đoàn quân cận vệ 14 với Moldavia Xô viết cũ nhưng rồi trở thành một phần của Lực lượng Vũ trang Liên bang Nga.

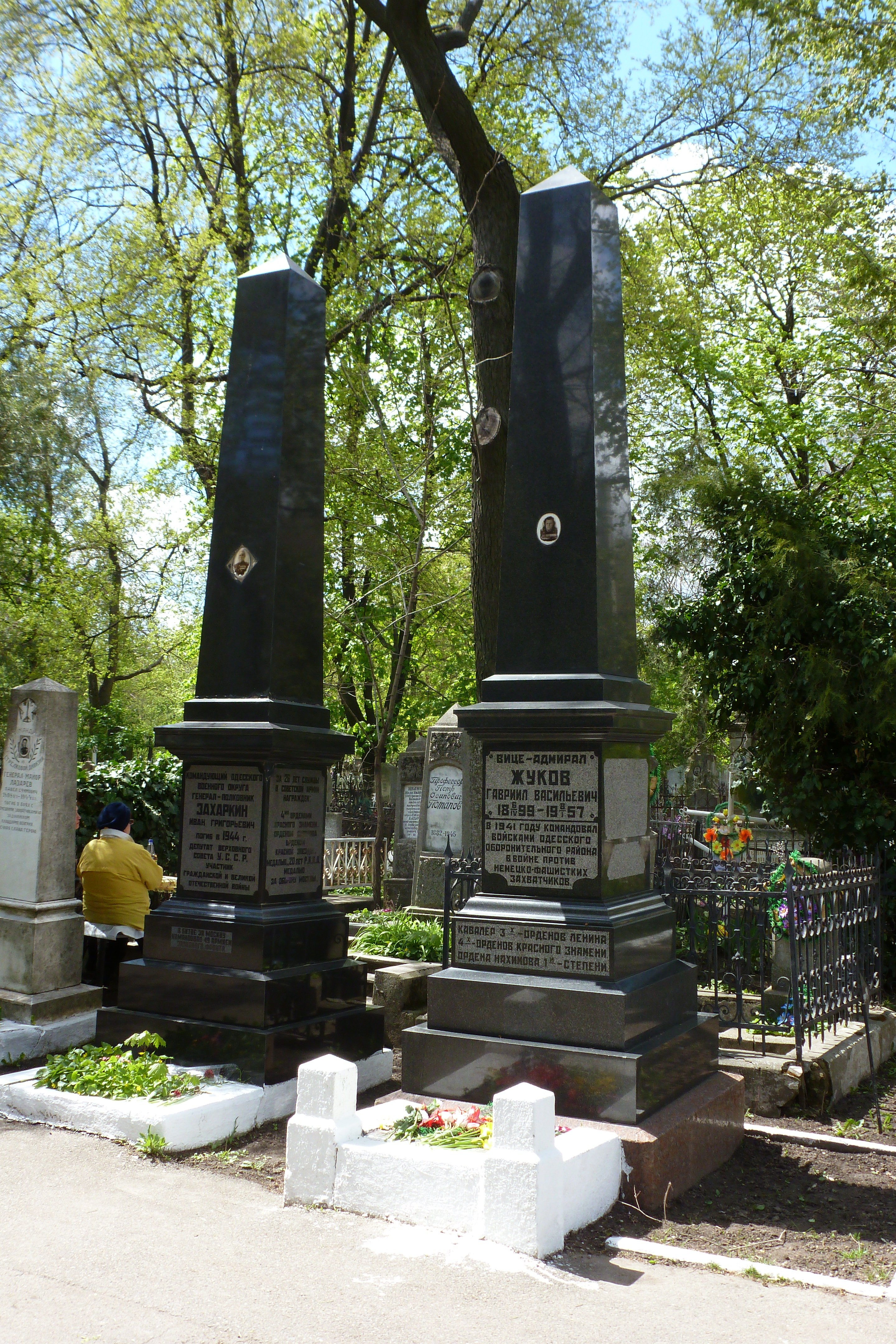
Bia mộ của Thượng tướng Ivan Zakharkin (bên trái) trong Nghĩa trang Cơ Đốc thứ hai tại Odessa

## Tư lệnh

### Thời kỳ 1862-1914
- Paul Demetrius von Kotzebue Bá tước, Tướng quân bộ binh (12.12.1862 — 11.01.1874)
- Vladimir Savvich Semeka, Tướng quân phụ tá, Trung tướng (11.01.1874 — 01.04.1879)
- Eduard Totleben, Count, Tướng quân phụ tá, Engineer General, Tổng đốc lâm thời (01.04.1879 — 18.05.1880)
- Alexander Drenteln Tướng quân phụ tá, Tướng quân bộ binh, Tổng đốc lâm thời (18.05.1880 — 14.01.1881)
- Alexander Mikhailovich Dondukov-Korsakov Thân vương, Tướng quân kỵ binh, Tướng quân phụ tá, Tổng đốc lâm thời (14.01.1881 — 01.01.1882)
- Iosif Gurko Adjutant-General, Tướng quân kỵ binh, Tổng đốc lâm thời (09.01.1882 — 07.07.1883)
- Christopher Roop Tướng quân bộ binh, Tổng đốc lâm thời (21.10.1883 — 12.10.1890)
- Alexander Ivanovich Musin-Pushkin, Bá tước, Tướng quân kỵ binh (23.10.1890 — 19.12.1903)
- Alexander von Kaulbars Nam tước, Trung tướng (01.01.1904 — 22.10.1904)
- Semyon Vasilievich Kakhanov, Tướng quân kỵ binh (10.1904 - 27.08.1905)
- Alexander von Kaulbars, Nam tước, Tướng quân kỵ binh (27.08.1905 — 23.12.1909)
- Nikolai Zarubaev, Tướng quân bộ binh (24.12.1909 — 10.06.1912)
- Vladimir Nikolaevich Nikitin, Tướng quân pháo binh (13.06.1912 — 19.07.1914)

### Thời kỳ 1939–1991
- Trung tướng Ivan Boldin (10.1939 — 07.1940)
- Trung tướng Yakov Cherevichenko (07.1940 — 06.1941)
- Trung tướng Nikandr Chibisov (06.1941 — 08.1941)
- Thiếu tướng Ivan Ivanov (08.1941 - 09.1941)
- Đức chiếm đóng
- Thượng tướng Ivan Zakharkin (03.1944 — 10.1944)
- Thiếu tướng Aleksei Pervushin (10.1944)
- Thượng tướng Vasily Yushkevich (10.1944 - 06.1946) (cựu tư lệnh Tập đoàn quân 31)[11]
- Nguyên soái Liên Xô Georgy Zhukov (06.1946 – 02.1948)
- Thượng tướng Nikolay Pukhov (02.1948–1951),
- Thượng tướng K N Galitskiy (1951–1954),
- Thượng tướng A I Radzievskiy (1954–1959),
- Thượng tướng Hamazasp Babadzhanian (P H Babadjanyan) (1959-03.1967),
- Thượng tướng M V Lugovtsev (03.1967 – 12.1967)
- Thượng tướng A G Shyrypov (01.1968 – 1974)
- Thượng tướng I M Voloshin (1974–1982)
- Thượng tướng S A Elagin (1982–1986)
- Thượng tướng Ivan S Morozov (1986–1992)

### Các lực lượng thập niên 1980
Khoảng 1988, quân khu gồm các lực lượng sau đây:
- Tập đoàn quân cận vệ 14
  - Sư đoàn súng trường cơ giới cận vệ 28 (Chornomorske/Yuzhne?) (trở thành Lữ đoàn cơ giới cận vệ 28 khoảng năm 2001)
  - Sư đoàn súng trường có giới cận vệ 59 (Tiraspol)
  - Sư đoàn súng trường cơ giới cận vệ 86 (Beltsy) Trụ sở chuyển đến Floreshty và trở thành căn cứ kho trang bị 5381 vào ngày 1 tháng 12 năm 1989.[1]
  - Sư đoàn súng trường cơ giới 180 (Belgorod-Dnestrovsky)
- Quân đoàn lục quân 32 'Кенигсберский' (Simferopol)[13]
  - Sư đoàn súng trường cơ giới 126 (Simferopol) Thành lập ngày 17 tháng 11 năm 1964.[14] Chuyển giao cho Hạm đội Biển Đen vào năm 1989. Giải thể ngày 1 tháng 2 năm 1996.
  - Sư đoàn súng trường cơ giới 157 (Feodosiya) (Trung đoàn súng trường cơ giới 501 (Kerch), Trung đoàn súng trường cơ giới 84. Năm 1990 trở thành căn cứ kho vũ khí và thiết bị 5378. Do Ukraina quản lý từ 1992.
  - Trung đoàn pháo binh chống tăng 1398 (Lugovoe/Луговое)
  - Các lực lượng khác thuộc quần đoàn gồm có - Tiểu đoàn Công binh-Đặc công 9, Tiểu đoàn Tín hiệu 909, Lữ đoàn pháo binh 301 (Simferopol)
- Binh sĩ quân khu
  - Sư đoàn súng trường cơ giới huấn luyện cận vệ 92 (Nikolaev/Shirokiy Lan) - Tái tổ chức thành Trung tâm huấn luyện quân khu 150, và sau khi Ukraina độc lập, Trung tâm huấn luyện quân khu 92.[15]
  - Sư đoàn dù cận vệ 98 (Bolgrad)
  - Lữ đoàn tấn công đổ bộ độc lập 40 (Nikolayev, tỉnh Odesa, từ tháng 10 năm 1979).[16] Chuyển giao cho Lực lượng dù Liên Xô vào tháng 6 năm 1990, chuyển giao cho Ukraina năm 1992, tái xác định là Lữ đoàn hàng không 79.
  - Lữ đoàn lực lượng đặc biệt độc lập 10 GRU (hoạt động từ 10.1962 tại Karagoz, tỉnh Krym). Ukraina quản lý từ đầu năm 1992 (chỉ thị ban hành 11.10.1991).
  - Sư đoàn pháo binh 55 (Zaporozhia/Novaya Alexandrovka)[17] Năm 1988 gồm Lữ đoàn súng phóng loạt 371 (48 9A52 "Smerch") và hai trung đoàn pháo binh - Trung đoàn pháo binh Howitzer 701 (48 đơn vị D-30) và Trung đoàn pháo binh chống tăng 751 (84 hệ thống tên lửa dẫn đường MT-LBT), và 3 bệ phóng và 2 căn cứ tại Novo-Aleksandrovka
- Tập đoàn quân hàng không 5

### Ukraina/Moldova
Sau khi Liên Xô tan rã, Tập đoàn quân cận vệ 14 vướng vào Chiến tranh Transnistria. Sư đoàn hàng không cận vệ 98 được phân chia giữa Nga và Ukraina; phần của Ukraina trở thành Sư đoàn không vận 1 và phần của Nga được rút về Ivanovo thuộc Quân khu Moskva và trở thành một phần của Lực lượng Đổ bộ đường không Nga.
Căn cứ lưu trữ thiết bị 5381 với trụ sở chính tại Florești, Sư đoàn súng trường cơ giới cận vệ 86 cũ, bị Moldova tiếp quản.
Tập đoàn quân hàng không 5 sau đó được đổi tên thành Quân đoàn Hàng không 5 của Lực lượng Không quân Ukraina vào năm 1994.
Thượng tướng Volodymyr Shkidchenko chỉ huy Quân khu Odessa từ tháng 12 năm 1993 cho đến tháng 2 năm 1998. Kể từ ngày 3 tháng 1 năm 1998, Quân khu Odessa được chuyển thành Bộ tư lệnh tác chiến Phương Nam của Lục quân Ukraina theo Nghị định của Bộ Quốc phòng Ukraina. Bộ chỉ huy bao gồm chín tỉnh: Odesa, Mykolaiv, Kherson, Dnipropetrovsk, Zaporizhzhia, Donetsk, Luhansk, Kirovohrad, Kharkiv và Cộng hòa tự trị Krym.
Tư lệnh
- Trung tướng Vitaliy Radetsky (1992–1993)
- Thượng tướng Volodymyr Shkidchenko (1993–1998)